# Haarscheinrüssler
Die Haarscheinrüssler (Mycteridae) sind eine Familie der Käfer.

## Merkmale

### Imagines
Die Käfer sind langgestreckt mit langovalem bis schmal parallelseitigem Körperumriss und meist etwas abgeplattet. Sie erreichen knapp 3 bis etwa 9 Millimeter Körperlänge. Der Körper ist meist dicht behaart mit feinen, etwas abstehenden Haarborsten. Der Kopf trägt kurze, bis mäßig lange, Antennen, deren distale (äußere) Glieder vergrößert sind, bei einigen Gattungen sind sie beim Männchen geschlechtsspezifisch abgewandelt, zum Beispiel gekämmt. Die Maxillarpalpen besitzen ein beilförmiges bis messerförmiges Endglied. Der Kopf besitzt meist ovalen Umriss mit hinter den Augen verengten Schläfen. Nur bei der Gattung Mycterus ist er schnauzen- oder rüsselförmig verlängert, worauf der deutsche Name Bezug nimmt. Der Halsschild ist quadratisch bis herzförmig, bei Mycterus glockenförmig von der Basis nach vorn verengt. Die Elytren sind meist schmal und parallelseitig, bei einigen Gattungen seitlich oval erweitert. Die Tarsen der Beinpaare besitzen verschiedene Gliederzahlen, vorn und in der Mitte fünf, an den Hinterbeinen vier Glieder (Tarsenformel 5-5-4), wie typisch für die Tenebrionoidea (deshalb früher Heteromera genannt). Das vorletzte Tarsenglied aller Beinpaare ist etwas verbreitert und auf der Unterseite dicht behaart.

### Larven
Die Larven sind, soweit bekannt, langgestreckt parallelseitig und merklich abgeplattet, sie erreichen etwa 5 bis 30 Millimeter Körperlänge. Sie sind mit Ausnahme der Kopfkapsel und des neunten Tergiten schwach sklerotisiert. Der Kopf ist nach vorn vorgestreckt (prognath), breit und flach, mit 2 oder 5 Larvenaugen (Stemmata). Die Antennen sind dreigliedrig, das Labrum frei. Die symmetrischen Mandibeln sind zwei- oder dreispitzig ohne Kaulade (Mola) und beweglichen Anhang (Prostheca). Der Rumpfabschnitt trägt drei kurze, fünfgliedrige Beinpaare, er ist schmaler als der Hinterleib. Das neunte Hinterleibssegment bildet eine stark sklerotisierte Platte mit zwei Fortsätzen (Urogomphi) und meist ein bis vier kleinen Zähnchen oder Fortsätzen zwischen diesen am Hinterrand. Das neunte Sternum ist tief u-förmig ausgeschnitten und umgibt das zehnte Segment.

## Vorkommen
Die Familie ist beinahe weltweit verbreitet mit Verbreitungsschwerpunkt in subtropischen bis tropischen Breiten. Die Gattung Mycterus besitzt eine weite Verbreitung mit Schwerpunkt in den temperaten (gemäßigten) Breiten beider Hemisphären, nur sie kommt auch in Mitteleuropa vor. Man findet man vor allem an trockenwarmen Hanglagen als Blütenbesucher bei Disteln.

## Ökologie und Lebensweise
Die Lebensweise, insbesondere der tropischen Arten ist meist unzureichend bekannt. Die adulten Käfer sind, soweit Nahrungsaufnahme bekannt ist, Blütenbesucher. Die Larven der Hemipeplinae scheinen sämtlich an einkeimblättrige Pflanzen gebunden zu sein, meist an Palmen. Die stark abgeplatteten Larven leben hier zwischen den noch nicht geöffneten, jungen Blattwedeln. Sie ernähren sich aber offensichtlich nicht von pflanzlicher Substanz, sondern fressen hier wachsende Pilzhyphen. Die Larven der Mycterinae und Eurypinae sind von abgestorbenem Totholz bekannt, wo sie meist zwischen Holz und Rinde leben, einige Eurypinae sind, wie Hemipeplinae, an der Blattbasis oder zwischen jungen Blattwedeln von Palmen gefunden worden. Sie sind vermutlich ebenfalls Pilzfresser (mycetophag).

## Systematik
Die Familie umfasst weltweit etwa 160 beschriebene Arten in 30 Gattungen, es sind aber zahlreiche noch unbeschriebene Arten bekannt. Sie wird in drei Unterfamilien gegliedert:
- Hemipeplinae. 2 Gattungen. Tropen und Subtropen, weltweit.
- Mycterinae. Nur Gattung Mycterus, u. a. mit 3 Arten in Europa und 6 in Nordamerika
  - Mycterus tibialis Küster, 1850
  - Mycterus umbellatarum (Fabricius, 1787)
  - Mycterus curculioides (Fabricius, 1781)
- Eurypinae (syn. Lacconotinae). 26 Gattungen. Tropen und Kontinente der Südhemisphäre, weltweit.

In Europa ist die Familie der Haarscheinrüssler nur mit der Gattung Mycterus und drei Arten vertreten, in Mitteleuropa kommen nur zwei Arten vor.
Die Mycteridae gehören in die „Salpingiden-Gruppe“ der Überfamilie Tenebrionoidea. Früher wurden sie gemeinsam mit den Scheinrüsslern (Salpingidae) in die Familie der Drachenkäfer (Pythidae) eingeordnet, oder sie wurden in eine weitgefasste Familie Düsterkäfer (Melandryidae) einsortiert. Ihre Schwestergruppe könnte nach morphologischen Analysen die kleine, nur 6 Arten umfassende Familie Boridae sein, mit den Prostomidae als gemeinsamer Schwestergruppe dieser Klade.